# 1984年夏季奥林匹克运动会卡塔尔代表团
1984年夏季奥林匹克运动会卡塔尔代表团是卡塔尔派出的1984年夏季奥林匹克运动会代表团。